# Cănești, Buzău
Cănești este satul de reședință al comunei cu același nume din județul Buzău, Muntenia, România. Localitatea este amplasată în zona înaltă de deal din Subcarpații de Curbură.

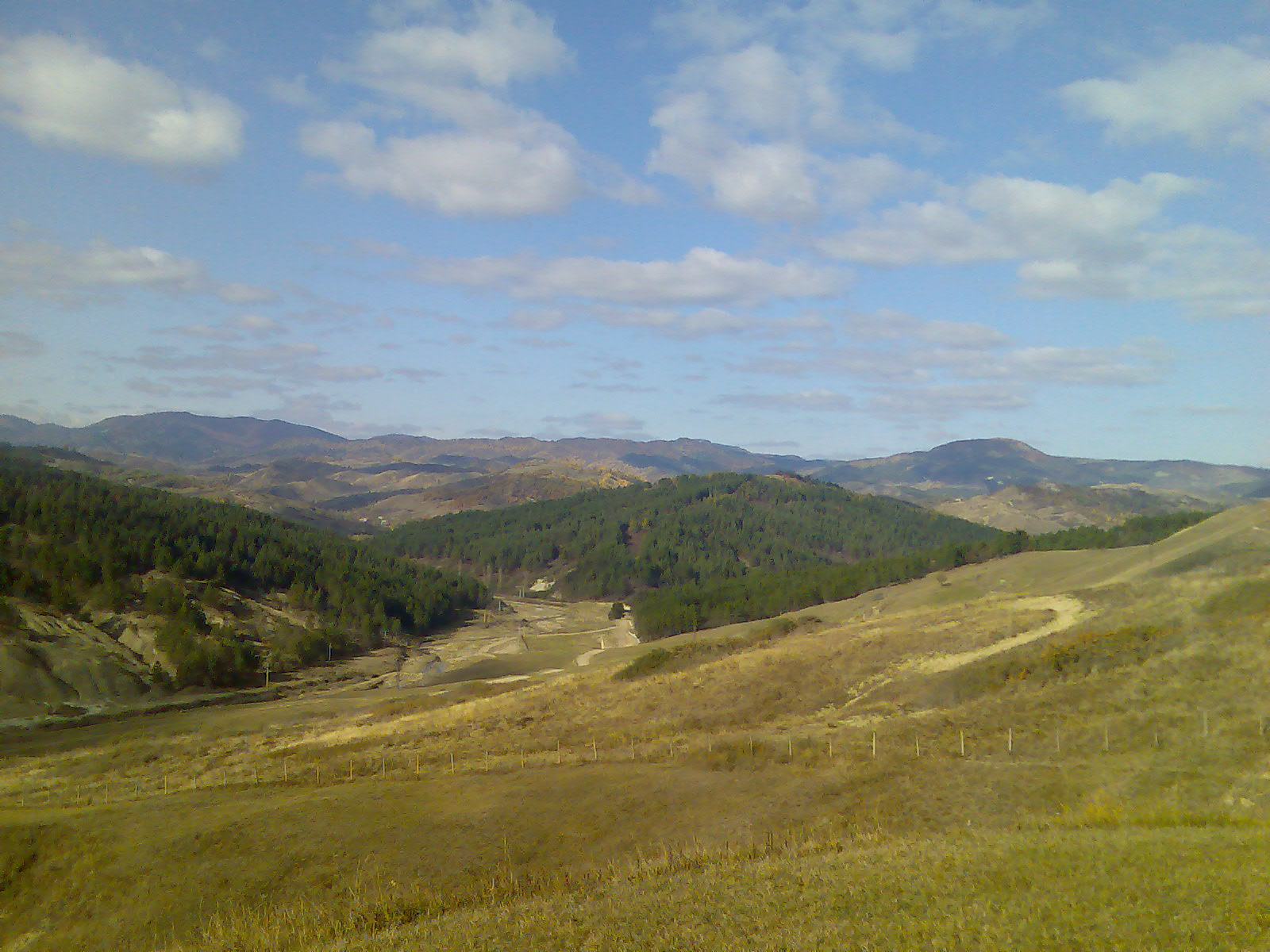
Vedere spre satul Șuchea

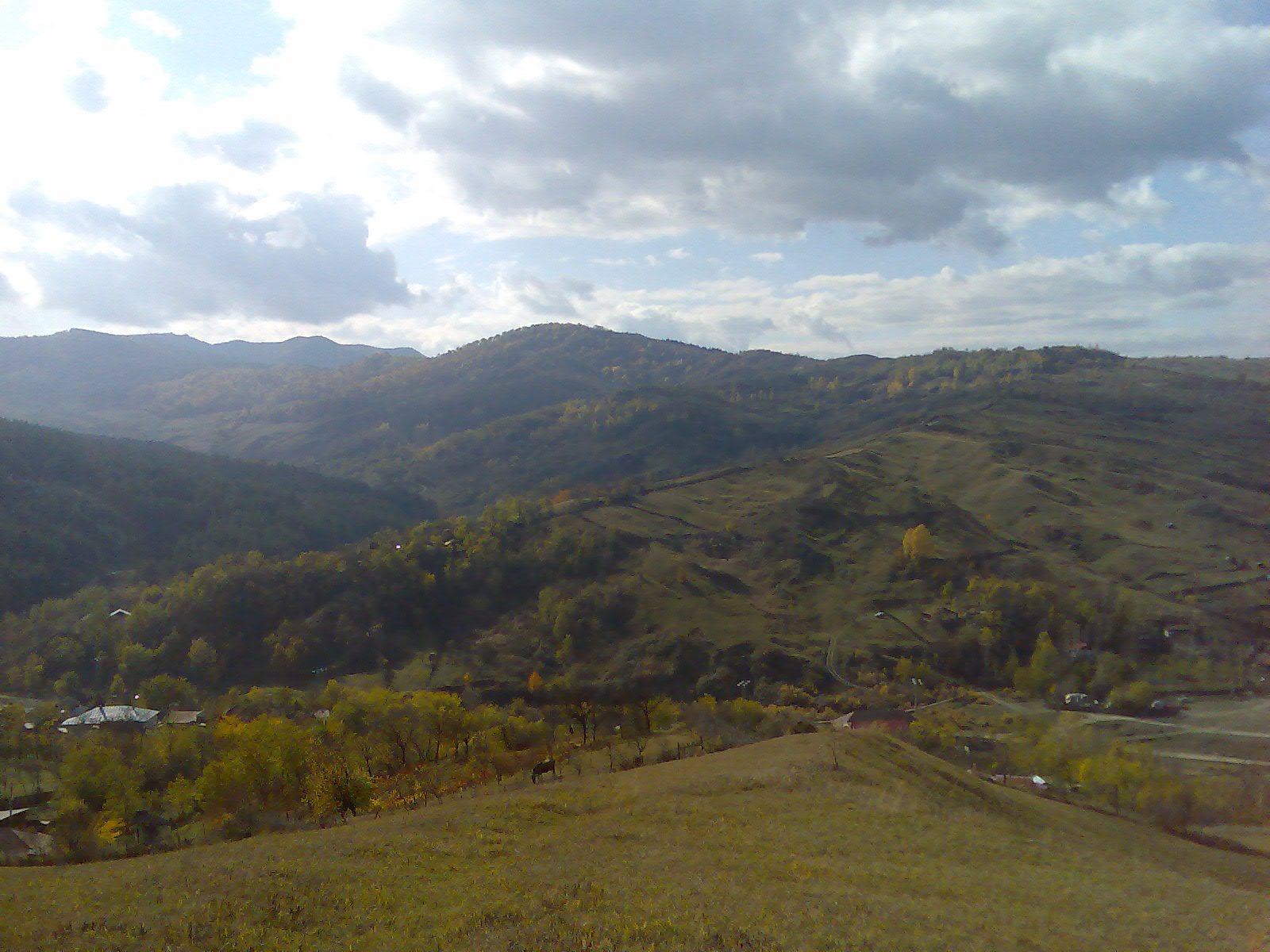
Vedere spre satul Gonțești